# ۹۳۹ (قمری)
۹۳۹ (قمری)، نهصد و سی و نهمین سال در گاهشماری هجری قمری است. اول محرم این سال برابر با سیزدهم اوت سال ۱۵۳۲ میلادی است.

## زادگان
- وحشی بافقی : شاعر غزل سرای ایرانی.